# Andrew Pickens
Andrew Pickens, född 13 september 1739 i Bucks County, Pennsylvania, död 11 augusti 1817 nära Tamassee, South Carolina, var en amerikansk politiker.
Pickens var son till invandrare från Ulster.
Pickens deltog i kriget mot indianerna 1760–1761 och i amerikanska revolutionskriget. Han var en av dem som förde befälet mot britterna i slaget vid Kettle Creek 1779. I ett sent skede av kriget besegrade han cherokeserna i norra Georgia.
Pickens var ledamot av South Carolinas representanthus 1781–1794 och 1800–1812. Han representerade South Carolina i USA:s representanthus 1793–1795.
Pickens gifte sig 1765 med John E. Colhouns syster Rebecca Calhoun. Paret fick 12 barn. Sonen Andrew Pickens var South Carolinas guvernör 1816–1818 och sonsonen Francis Wilkinson Pickens var guvernör 1860–1862.